# Norman Lloyd
Norman Lloyd, född 8 november 1914 i Jersey City, New Jersey, död 11 maj 2021 i Los Angeles, var en amerikansk skådespelare, regissör och TV-producent. Han medverkade som skådespelare i över 60 film- och TV-produktioner och var fortsatt aktiv på 2010-talet.
Efter att ha arbetat som teaterskådespelare under större delen av 1930-talet kom han till Hollywood 1939. Hans första notabla roll var en skurkroll i Alfred Hitchcocks film Sabotör 1942. Han medverkade sedan i ett flertal filmer under 1940-talet, oftast i relativt stora roller.
Lloyd var god vän med John Garfield och liksom honom svartlistades han av Hollywood sedan de vägrat uppge namn på misstänkta kommunister. Lloyd drabbades mildare än många av sina kollegor då han räddades av sin vän Alfred Hitchcock som började använda honom som producent för Alfred Hitchcock presenterar.
Under 1980-talet gjorde han en av de större rollerna i den amerikanska TV-serien St. Elsewhere. Han hade också en stor biroll i filmen Döda poeters sällskap 1989, där han spelade en konservativ rektor. Lloyd gjorde sin senaste filmroll 2015 i Judd Apatows Trainwreck, och under 2018 hade han en biroll i TV-serien Fly.

## Filmografi i urval
- 1942 – Sabotör
- 1945 – Skuggan
- 1945 – Fången 4589
- 1945 – Sydstataren
- 1945 – Trollbunden
- 1946 – De gröna åren
- 1946 – Attack i sol
- 1948 – Kyss mej långsamt
- 1949 – Skräcknätter i Paris
- 1949 – Platsen för brottet
- 1950 – Höken och pilen
- 1952 – Rampljus
- 1978 – FM
- 1982 – St. Elsewhere
- 1989 – Döda poeters sällskap
- 1993 – Oskuldens tid
- 1997 – Advokaterna (TV-serie)

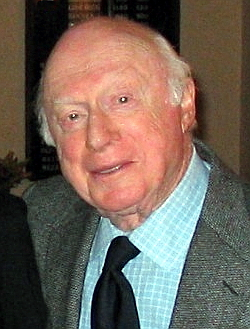
Norman Lloyd, 2007.

- 2000 – Rocky och Bullwinkle på äventyr
- 2005 – I hennes skor
- 2015 – Trainwreck